# Gare de Cons-la-Grandville
La gare de Cons-la-Grandville est une gare ferroviaire française de la ligne de Longuyon à Mont-Saint-Martin (vers Athus), située sur le territoire de la commune de Cons-la-Grandville dans le département de Meurthe-et-Moselle en région Lorraine.
Elle est mise en service en 1863 par la Compagnie des chemins de fer des Ardennes avant d'intégrer le réseau de la compagnie des chemins de fer de l'Est en 1864.
Gare voyageurs et marchandises, elle est fermée dans la deuxième moitié du XXe siècle.

## Situation ferroviaire
Établie à 248 mètres d'altitude, la gare de Cons-la-Grandville est située au point kilométrique (PK) 237,888 de la ligne de Longuyon à Mont-Saint-Martin (vers Athus), entre les gares de La Roche-sous-Montigny (fermée) et de Réhon (fermée).

## Histoire
La station de Cons-la-Grandville est mise en service le 3 septembre 1863 par la Compagnie des chemins de fer des Ardennes lorsqu'elle ouvre à l'exploitation la section de longuyon à longwy de sa ligne de Longuyon à Mont-Saint-Martin (vers Athus). Elle est alors la seule station intermédiaire de cette section.
Le 1er janvier 1864, elle devient une gare de compagnie des chemins de fer de l'Est

## Service des voyageurs
Gare voyageurs fermée.

## Patrimoine ferroviaire
Le bâtiment d'origine existe toujours comme habitation.